# سفارة المملكة المتحدة في السويد
سفارة المملكة المتحدة في السويد هي أرفع تمثيل دبلوماسي لدولة المملكة المتحدة لدى السويد. تقع السفارة في ستوكهولم وهي تهدف لتعزيز المصالح البريطانية في السويد.

## معرض صور

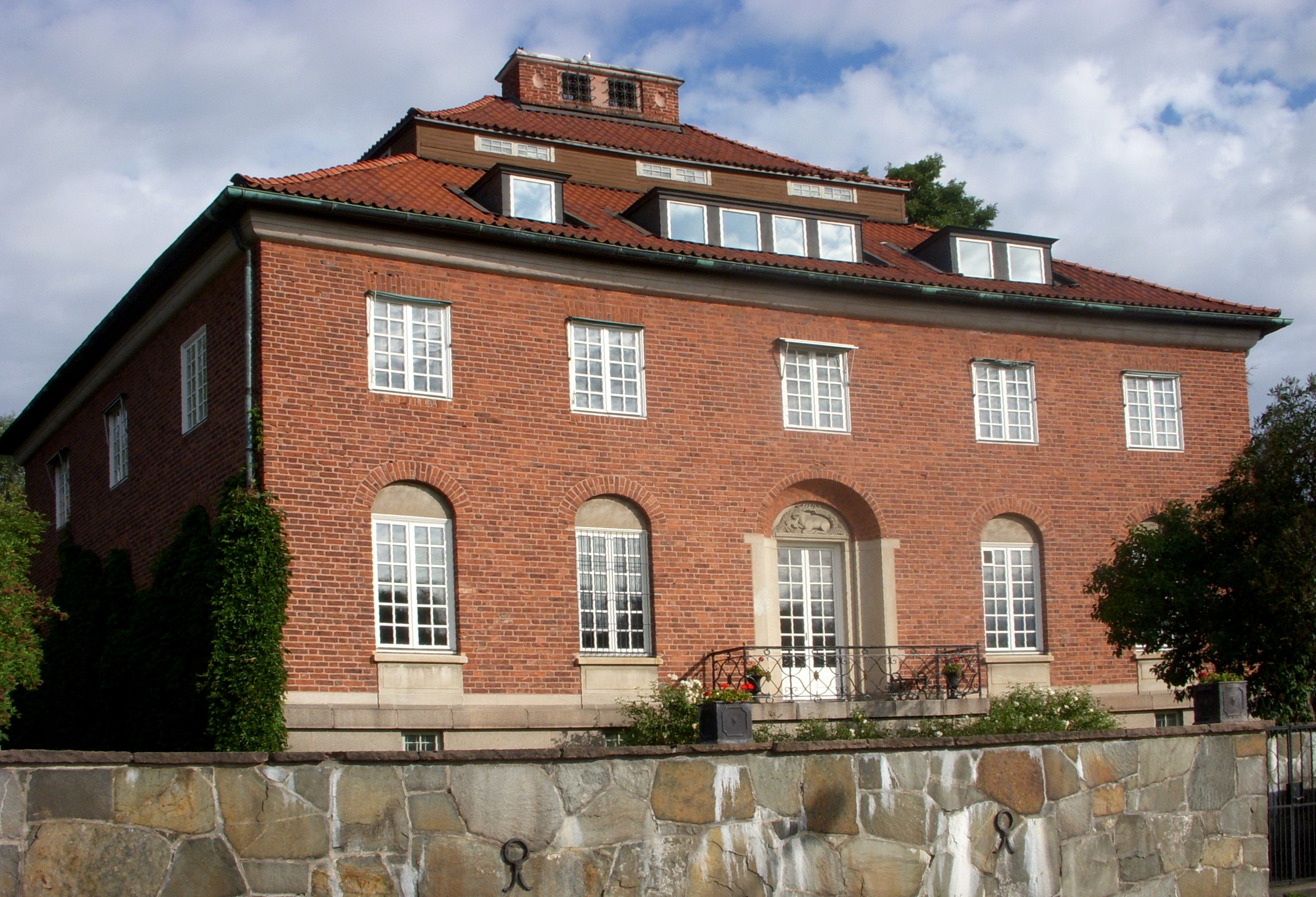
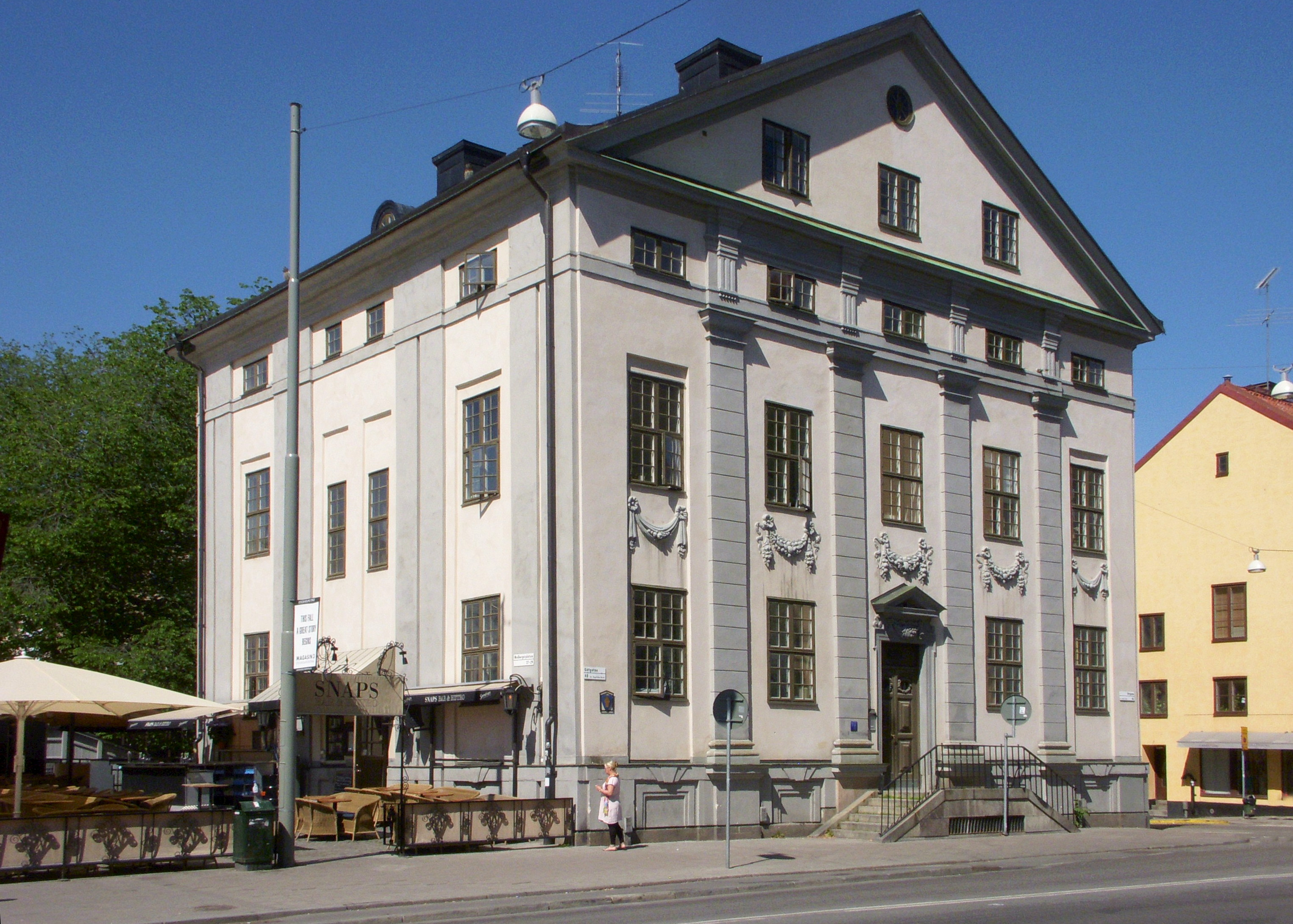
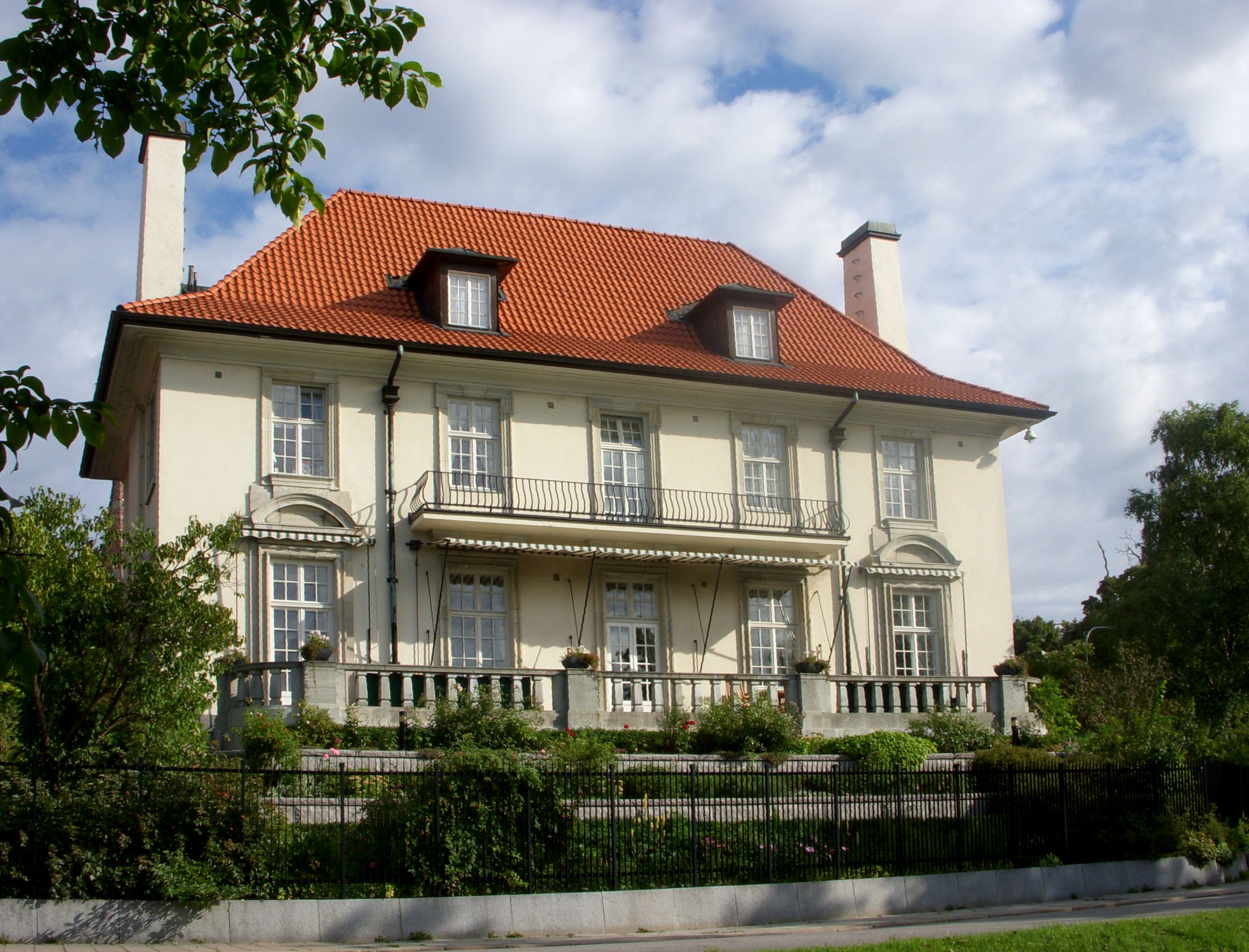

## وصلات خارجية
- الموقع الرسمي
- قائمة سفارات المملكة المتحدة
- قائمة السفارات في السويد